# Dragan Zankow

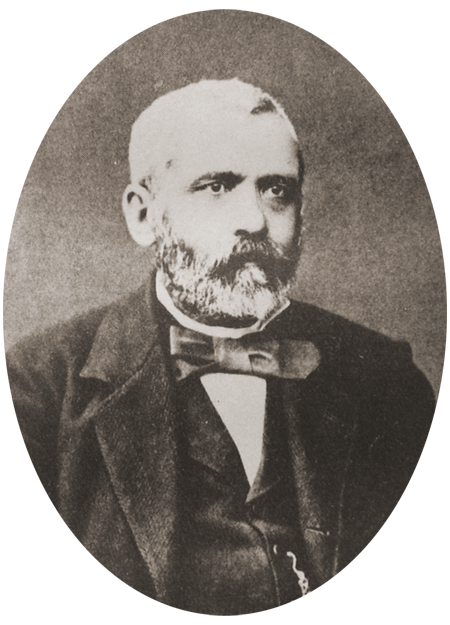
Dragan Zankow

Dragan Kiriakow Zankow (bulgarisch Драган Кириаков Цанков; * 25. Oktober 1828 in Swischtow; † 11. März 1911 in Sofia, Bulgarien) war ein bulgarischer Politiker und zweimaliger Ministerpräsident. Er gilt als Vertreter des moderaten Liberalismus.

## Leben

### Studium und Lehrer
Nach der Schulausbildung in Swischtow, Elena und Gabrowo absolvierte er ein Lehramtsstudium in Odessa und Kiew. Anschließend war er 1848 bis 1850 als Lehrer in Galați tätig. Nach weiteren Studien und beruflichen Tätigkeiten in Wien veröffentlichte er 1852 auf Deutsch eine Grammatik der Bulgarischen Sprache.
Nach einem weiteren Studien- und Forschungsaufenthalt gab er zwischen 1857 und 1859 zusammen mit Dimitar Mutew die Zeitschrift „Monat der bulgarischen Literatur“ (bulgarisch Месецослов на българската книжнина Mesezoslow na balgarskata knischnina) in der osmanischen Hauptstadt Zarigrad (heute Istanbul) heraus. Von 1859 bis 1863 war er ebenfalls dort Redakteur bei der Zeitung България (Bulgarien). Während dieser Zeit wurde er zum Anhänger der Unierten Kirche. 1861 hielt er sich als Korrespondent in Rom auf, als Papst Pius IX. den damaligen Archimandrit Josif Sokolski zum Erzbischof ordinierte.
Nach seiner Rückkehr nach Swischtow 1863 wurde er Beamter in der damaligen osmanischen Verwaltung. 1863 nahm er daneben jedoch wieder seine Tätigkeit als Lehrer auf und war als solcher zunächst in Russe, dann 1868 bis 1869 in Niš und schließlich bis 1872 im damals osmanischen Bezirk (Sandschak) Widin tätig. Von 1872 bis 1876 war er Verwaltungsbeamter und Lehrer in Istanbul.

### Unabhängigkeit
Noch während seiner Zeit als Lehrer beteiligte sich Zankow am Kampf für eine vom griechisch geprägten ökumenischen Patriarchat von Konstantinopel unabhängigen bulgarisch-orthodoxen Kirche, welche mit dem Ferman zur Errichtung des Bulgarischen Exarchats 1870 erreicht wurde.
In der Folgezeit kam er zunehmend in Kontakt mit der bulgarischen Unabhängigkeitsbewegung. Als Anhänger der Unabhängigkeit wurde er schließlich zu einem der Anführer des Aprilaufstands 1876. Anschließend war er während des russisch-osmanischen Krieges (1877–1878) Gouverneur von Swischtow.
Nach der (eingeschränkten) Unabhängigkeit Bulgariens am 8. Juli 1879 wurde er zum Abgeordneten der Nationalversammlung gewählt, der er zunächst bis 1881 angehörte. Er nahm an der Erarbeitung der ersten bulgarischen Verfassung, der „Verfassung von Tarnowo“ teil.

### Ministerpräsident 1880
Nach mehreren gescheiterten Versuchen zur Bildung einer konservativen Regierung wurde Zankow am 5. April 1880 von Fürst Alexander I. zum Ministerpräsidenten ernannt. Zugleich war er auch Außenminister und Religionsminister.
Zankows Reformideen, u. a. die Umwandlung des stehenden Heeres in eine Miliz, Erweiterung der Rechte für Moslems und die Beschränkung der Macht der Bulgarisch-Orthodoxen Kirche, riefen das Misstrauen des Fürsten hervor, der die Möglichkeit einer liberalen Revolution befürchtete. Als wegen seiner mangelnden Kommunikation mit dem Fürsten schließlich eine Reihe von außenpolitischen Fehlern in den Beziehungen zu Österreich-Ungarn folgte, wurde Zankow am 10. Dezember 1880 zum Rücktritt gezwungen.
Trotzdem übernahm er noch vom 10. bis zum 29. Dezember 1880 im Kabinett seines Nachfolgers Petko Karawelow das Amt des Innenministers. Als dieser durch einen von Kriegsminister Johann Casimir Ernrot angeführten prorussischen Militärputsch am 9. Mai 1881 gestürzt wurde, stand er diesem Putsch zunächst wohlwollend gegenüber, rief jedoch später seine Anhänger auf, der neuen Regierung unter Ernrot mit allen legalen Mitteln entgegenzustehen. Dieses führte schließlich dazu, dass gegen ihn ein Hausarrest verhängt wurde.

### Ministerpräsident 1883 bis 1884
Nach dem Scheitern der Militärherrschaft war Fürst Alexander I. gezwungen die Zivilherrschaft wiederherzustellen und schließlich am 19. September 1883 ihn wiederum zum Ministerpräsidenten einer Koalitionsregierung zu ernennen. Von 1884 bis 1886 war er außerdem wieder Abgeordneter der Nationalversammlung. Darüber hinaus war er zugleich während seiner zweiten Amtszeit wieder Innenminister sowie zeitweise vom 19. September bis zum 2. Oktober 1883 auch Minister für öffentlichen Unterricht.
Diese bis zum 11. Juli 1884 amtierende Regierung wurde trotz ihrer für damalige Verhältnisse lange Amtszeit lediglich als Übergangsregierung angesehen. Zugleich kam es in dieser Zeit zu einer Spaltung der Liberalen Partei und einem Anwachsen der Unterstützung für seinen parteiinternen Konkurrenten Petko Karawelow. Schließlich trat er von seinem Amt als Ministerpräsident zurück und wurde von Karawelow als solcher abgelöst.

### Parteigründer und Parlamentspräsident
Nach seinem Machtverlust gründete er die Progressiv-Liberale Partei oder Fortschrittspartei (Прогресивнолибералната партия), deren Vorsitzender er bis 1897 blieb. Seine Partei war jedoch bis auf seine dreitägige Amtszeit als Innenminister im Kabinett von Kliment Turnowski vom 21. bis zum 24. August 1886 bis 1901 ohne Regierungsbeteiligung. Dennoch blieb er bis zu seinem Tod einer der einflussreichsten Politiker seiner Zeit und ein beständiger Verfechter enger Beziehungen zum Russischen Kaiserreich.
1897 folgte ihm Stojan Danew als Vorsitzender der Progressiv-Liberalen Partei. 1899 wurde er wieder zum Abgeordneten der Nationalversammlung gewählt, der er schließlich bis 1903 angehörte. Zugleich war er vom 22. April 1902 bis zum 21. August 1903 deren Präsident.